# Ocyptamus argentinus
Ocyptamus argentinus är en tvåvingeart som först beskrevs av Charles Howard Curran 1939.  Ocyptamus argentinus ingår i släktet Ocyptamus och familjen blomflugor. Inga underarter finns listade i Catalogue of Life.